# Zaleszany (gmina)
Zaleszany [zalɛˈʂanɨ] est une commune rurale du powiat de Stalowa Wola, dans la voïvodie des Basses-Carpates. Elle s'étend sur 87,31 km2 et comptait 10 826 habitants en 2010.

## Géographie
Zaleszany se situe à 15 km au nord-ouest de Stalowa Wola, à 68,5 km au nord de Rzeszów, la capitale régionale, et à 186 km au sud-sud-est de Varsovie.